# Вильдам, Август
Август Леопольд Вильдам (нем. August Leopold Wildam; 22 августа 1898, Вена — 3 октября 1975, Вена) — австрийский хоккеист на траве и с шайбой, нападающий. Участник летних Олимпийских игр 1928 года.

## Биография
Август Вильдам родился 22 августа 1898 года в австро-венгерском городе Вена (сейчас в Австрии).
Играл в хоккей на траве за ФФБ из Вены.
В 1928 году вошёл в состав сборной Австрии по хоккею на траве на летних Олимпийских играх в Амстердаме, занявшей 9-е место. Играл на позиции нападающего, провёл 2 матча, мячей не забивал.
Кроме того, играл в хоккей с шайбой за конькобежный клуб «Коттедж» из Вены.
Умер 3 октября 1975 года в Вене.